# アタック・アタック!
アタック・アタック! (Attack Attack!) とは、アメリカ合衆国,オハイオ州,ウエスターヴィルにて結成されたメタルコアバンドである。
ポスト・ハードコアやメタルコア、そして、シンセイザーを用いたダンスミュージックなどが、巧みに融合されたダンサブルな次世代サウンドで、全米で人気を獲得。インディーズバンドながら、最新作「Attack Attack!」は全米アルバムチャートにて、初登場26位を記録した。
なお、多くの歌詞にクリスチャン的な要素が含まれているが、メンバー全員がクリスチャンというわけではない。そのため、彼ら自身は、自らをクリスチャン・バンドと称してはいない。
2013年4月に解散。その後2020年10月に再結成。

## メンバー
- アンドリュー・ウェツェル / Andrew Wetzel  - ドラム　(2005–2013, 2020-)

アタック・アタック!唯一のオリジナルメンバー。
アタック・アタック!解散後に「Nine Shrines」というバンドを結成している。
- クリス・パーケットニー / Chris Parketny - ボーカル　(2020-)

ドラムのアンドリューが結成したNine Shrinesのボーカル。
- キャメロン・ペリー / Cameron Perry - ベース　(2021-)
- ライランド・ラウス / Ryland Raus - ボーカル・ギター　(2022–)

クリーンボーカルを務める。

### 元メンバー
- リッキー・ロルツ / Ricky Lortz - ボーカル・ギター　(2007)

結成当時のメンバー。自主制作音源「If Guns Are Outlawed, Can We Use Swords?」にクレジットされている。クリーンボーカルを務めた。
- ニック・ホワイト / Nick White - ベース　(2007-2008)
- オースティン・カーライル / Austin Carlile - スクリーミング　(2005–2008)

脱退後オブ・マイス・アンド・メンを結成。そちらも2016年に病気療養のため脱退している。
- ニック・バラム / Nick Barham - スクリーミング　(2008–2009)

元スリーピング・ウィズ・サイレンスのドラマー、ゲイブ・バーハムは実の兄弟。
- ジョニー・フランク / Johnny Franck - ボーカル・ギター　(2007–2010)

2010年まで在籍。クリーンボーカルを務めた。
非常に敬虔なクリスチャンである。
脱退後に「The March Ahead」というバンドを結成。現在は 「Bilmuri」というソロプロジェクトで活動しており、ケイリブが客演した曲「Thicc Thiccly」も存在している。
- ケイリブ・ショーモ / Caleb Shomo - シンセサイザー　(2008–2012)・スクリーミング　(2009–2010)・ボーカル　(2010–2012)

バラム脱退後から、スクリーミングを担当。ジョニー脱退後にはアルバム「This Means War」でリードボーカルを務めた。元はシンセサイザーのみを担当していた。
ジョンとは、14歳からの親友。
現在は「Beartooth」というバンドを結成し、リードボーカルを務めている。
- ジョン・ホルガード  / John Holgado - ベース　(2007–2012)
- フィル・ドリュアー / Phil Druyor - ボーカル　(2012–2013)

クリーンボーカルを務めた。
元I Am Abominationのボーカル。
- タイラー・サップ  / Tyler Sapp  - ベース　(2012–2013)
- ジェイ・ミラー / Jay Miller - ベース　(2020-2021)
- アンドリュー・ホワイティング / Andrew Whiting  - ギター　(2005–2013, 2020-2024)

タイムライン

## 略歴
2005年結成。当時はAmbianceというバンド名であった。
2008年に自主制作音源「If Guns Are Outlawed, Can We Use Swords?」を発表後に、Rise recordsと契約を結び、同年11月11日に『Someday Came Suddenly』でデビューを飾る。このアルバムは全米アルバムチャートにて初登場193位を記録。
2010年に発表された2ndアルバム『Attack Attack!』で、全米アルバムチャートにて初登場26位を記録。しかし、その後クリーンボーカルを担当していたジョニー・フランクが、キリスト教との関わりに専念するため、バンドから脱退する。
2011年、『Attack Attack!』のデラックス・エディションが発売された。このアルバムには、ジョン・フェルドマンがプロデュースした新曲2曲と、バンドフロントマンのケイリブ・ショーモ自身がプロデュースを行った新曲2曲が追加されている。
2012年1月17日、3rdアルバム『This Means War』がリリースされた。全米アルバムチャートにて、初登場11位を記録。プロデューサーは前2作でタッグを組んでいたジョーイ・スタージスではなく、ボーカルのケイリブが、彼のホームスタジオで全面的に行った。ちなみに2011年末の時点では、前作のデラックスエディション（新曲のみ）でコンタクトを取ったジョン・フェルドマンをプロデューサーとして起用する予定だったが、その後キャンセルとなっている。
2012年12月に入ると、ジョン・ホルガードが脱退。続く12月18日、ケイリブが正式にバンドから脱退した。その後、ポスト・ハードコアバンド”I Am Abomination”の元ボーカリストのフィル・ドリュアーを新ボーカリストに迎えいれる。
2013年4月、解散を発表。
2020年10月、再結成。 アンドリュー・ホワイティングとアンドリュー・ウェツェル以外は新たなメンバーを迎え、『Someday Came Suddenly』のプロデュースを手掛けたジョーイ・スタージスと共に新譜を制作した。同年12月7日には新曲「All My Life」のデジタル形式でのリリース、MVも公開した。
2023年5月、アンドリュー・ホワイティングが活動を休止し、2024年1月18日に脱退。オリジナルメンバーはドラムのアンドリュー・ウェツェルのみとなった。

## ディスコグラフィー

### アルバム
| 発売日         | アルバムのタイトル    | 販売レーベル | 全米ビルボードアルバムチャート最高位 |
| 2008年11月11日 | Someday Came Suddenly | Rise         | 193位                                |
| 2010年6月8日   | Attack Attack!        | Rise         | 26位                                 |
| 2012年1月17日  | This Means War        | Rise         | 11位                                 |

### EP
- If Guns Are Outlawed, Can We Use Swords? (2008年)
- Long Time, No Sea (2021年10月29日)
- Dark Waves (2023年3月31日)

### デジタルシングル
- Last Breath (2011年6月27日)
- The Motivation (2011年12月20日)
- All My Life (2020年12月7日)
- Kawaii Cowboys (2021年4月20日)
- Brachyura Bombshell (2021年4月30日)
- Fade with Me (2021年7月16日)
- Press F (2021年9月17日)
- Brachyura Bombshell(HIGHSOCIETY Remix) (2022年7月1日)
- Dark Waves (2023年2月10日)
- Concrete (2024年5月17日)